# 안드리 루솔
안드리 아나톨리요비치 루솔(우크라이나어: Андрі́й Анато́лійович Ру́сол, Andriy Anatoliyovych Rusol, 1983년 1월 16일, 소련 (우크라이나 SSR) 키로보흐라드 ~ )는 은퇴한 우크라이나의 축구 선수이며, 포지션은 센터백이었다.

## 클럽 경력
루솔은 1998-99 시즌 지르카 키로보흐라드에서 선수 생활을 시작하였다. 그 다음 1999-00 시즌에는 크리프바스 크리프이 리로 이적해 2003년까지 뛰었다. 또 2003년부터는 우크라이나 프리미어리그의 클럽인 드니프로 드니프로페트로우스크에서 뛰기 시작해, 266번의 경기에 나서 12골을 넣었다.
2006년 여름, 마르세유, 베르더 브레멘, 샬케 04, 바이에른 뮌헨 등 많은 유럽의 빅 클럽들이 그에게 흥미를 보인 바 있다.
하지만 2011년 8월 24일, 그는 부상으로 돌연 은퇴를 선언하였다.

## 국가대표팀 경력
루솔은 2004년 3월 31일 우크라이나 축구 국가대표팀에 데뷔한 이래로 49번의 A매치에 출장해, 3골을 넣었다.
그는 2006년 FIFA 월드컵 당시 사우디아라비아와의 조별 예선 두 번째 경기에서 경기 시작 4분만에 골을 넣었고, 우크라이나의 FIFA 월드컵 본선 첫 골의 주인공이 되었다.